# Коронационная медаль шахиншаха Мохаммеда Реза Пехлеви и шахбану Фарах
Коронационная медаль шахиншаха Мохаммеда Реза Пехлеви и шахбану Фарах – памятная медаль Шаханшахского Государства Иран.

## История
26 октября 1967 года в Тегеране прошла коронация шахиншаха Мохаммеда Реза Пехлеви и его третьей жены, шахбану Фарах.
По этому случаю была учреждена памятная медаль, которую вручили всем участникам коронации.

## Описание
Круглая бронзовая медаль с бортиком. На аверсе изображения смотрящих влево профилей Мохаммеда Реза Пехлеви в короне Пехлеви и мантии, покрывающей плечи, и, визуально чуть дальше, шахбану Фарах, также в короне.
На реверсе надпись на фарси, чуть ниже дата проведения коронации.
Лента медали взята от ордена Пехлеви. На ленту прикреплена металлическая планка в виде миниатюры короны Пехлеви.